# Allāhu akbar (brano musicale)
Allahu Akbar (in arabo: Dio è il più grande) era l'inno nazionale adottato dalla Libia dopo il colpo di stato realizzato da Muʿammar Gheddafi nel 1969, rimasto nell'uso ufficiale fino alla Prima guerra civile in Libia che, nel 2011, ne ha distrutto il precedente assetto istituzionale e ha portato alla deposizione e alla morte dello stesso capo di stato.
È un brano scritto in Marocco che divenne popolare in Egitto e Siria durante la Crisi di Suez del 1956.
Dal 1º settembre 1969 fu inno della Libia: rappresentava le idee del panarabismo nasseriano diffuse tra i colonnelli che portarono al potere Gheddafi.
L'inno aveva sostituito il precedente Lībiyā, Lībiyā, Lībiyā che era stato in uso nel Regno di Libia dal 1951 al 1969 e che è ritornato in auge come inno ufficiale dopo la guerra civile nel 2011.